# الأهمية الدينية لمدينة القدس
القدس مدينة ذات أهمية دينية كبرى عند أتباع الديانات الإبراهيمية الثلاث: اليهود والمسيحيون والمسلمون. أظهرت إحدى الإحصائيات من سنة 2000 أن القدس تحوي حاليًا 1204 كُنس، 158 كنيسة، و73 مسجدًا، والبعض من دور العبادة هذه يُعتبر من بين أكثر المواقع تقديسًا عند أتباع هذه الديانة أو تلك، إن لم يكن أقدسها في بعض الأحيان، لذا فقد كان انتهاك حُرمة إحدى هذه الدور من بين الأسباب التي أدّت دومًا إلى حصول نزاعات كبيرة في المدينة والمنطقة ككل.

## أبواب القدس
لمدينة القدس سبعة أبوب ما زالت مستعملة وأربع أبواب مغلقة. المفتوحة هي:

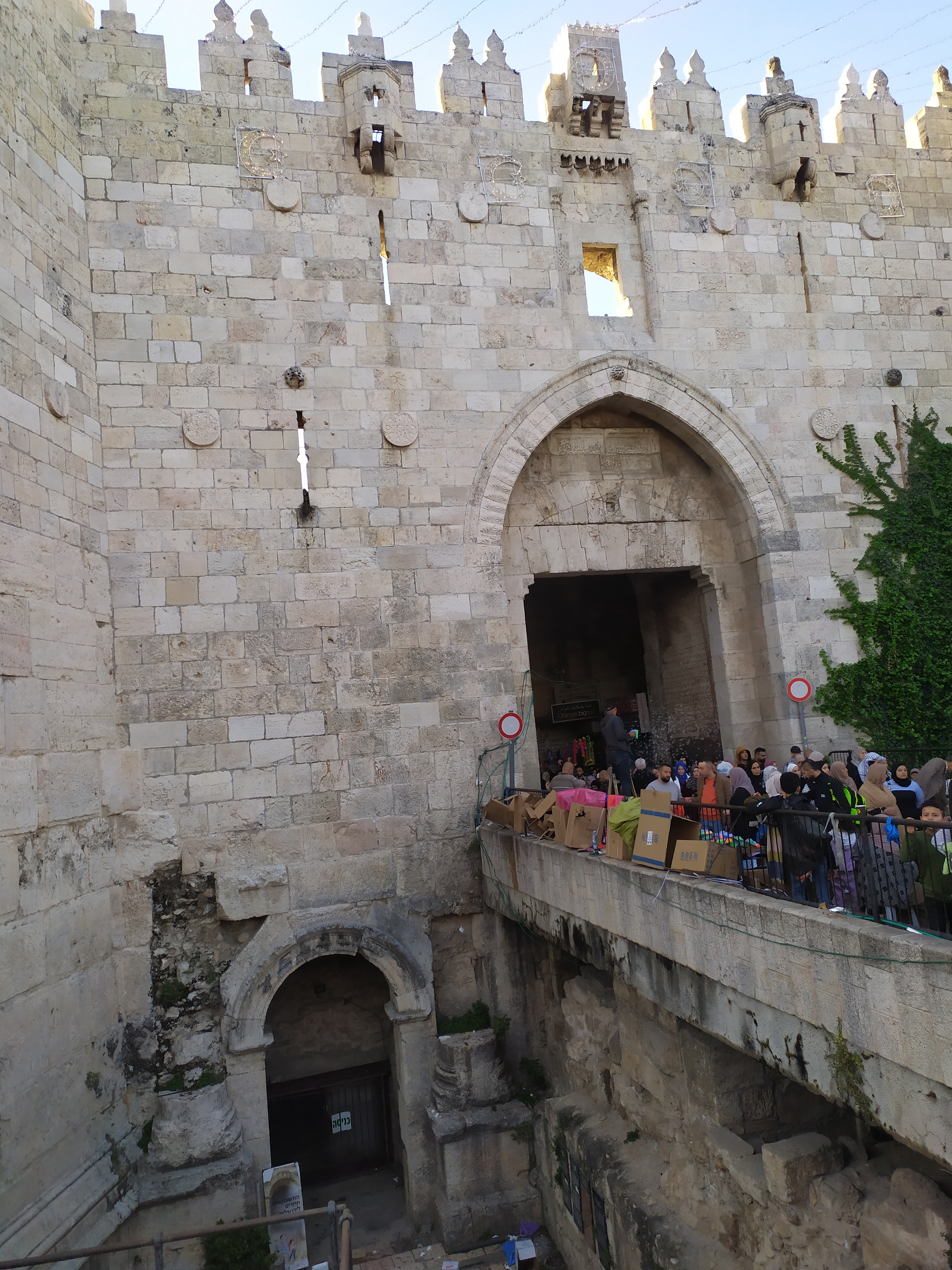
باب العامود في القدس، يظهر في الصورة الباب القديم

1. باب العامود في القدس، يظهر في الصورة الباب القديمباب العمود: يقع في منتصف الحائط الشمالي لسور القدس تقريباً ويعود تاريخه إلى عهد السلطان (سليمان القانوني) العثماني. وتعلو هذا الباب قوس مستديرة قائمة بين برجين ويؤدي بممر متعرج إلى داخل المدينة، أقيم فوق أنقاض باب يرجع إلى العهد الصليبي.
2. باب الساهرة: يقع إلى الجانب الشمالي من سور القدس على بعد نصف كيلو متر شرقي باب العمود، وباب الساهرة بسيط البناء، حيث بُنِى ضمن برج مربع، ويرجع إلى عهد السلطان سليمان العثماني وكذلك كان يعرف عند الغربيين باسم باب هيرودوتس.
3. باب الأسباط: وسمي أيضاً بباب القديس أسطفان لدى الغربيين ويقع في الحائط الشرقي ويشبه في الشكل باب الساهرة، ويعود تاريخه أيضاً إلى عهد السلطان سليمان العثماني.
4. باب المغاربة: يقع في الحائط الجنوبي لسور القدس، وهو عبارة عن قوس قائمة ضمن برج مربع، ويعتبر أصغر أبواب القدس.
5. باب النبي داود: عُرِف لدى الأجانب باسم باب صهيون فهو باب كبير منفرِج يؤدى إلى ساحة داخل السور، وقد أنشئ في عهد السلطان سليمان عندما أعاد بناء سور المدينة.
6. باب الخليل: يقع باب الخليل في الحائط الغربي وسمي لدى الأجانب «بباب يافا».
7. الباب الجديد: فتح في الجانب الشمالي للسور على مسافة كيلومتر تقريباً غربي باب العمود وهو حديث العهد يعود إلى أيام زيارة الإمبراطور الألماني (غليوم الثاني) لمدينـة القدس عـام 1898م.

## في الإسلام
مدينة القدس حافلة بالمباني الأثرية الإسلامية، حيث يوجد بها حوالي مئة بناء أثري منها المساجد والمدارس والزوايا والتكايا والترب والربط والتحصينات والعديد من المباني التي ذكرت في كتب التاريخ وقد زالت معالمها.
القدس هي ثالث أقدس الأماكن عند المسلمين بعد مكة والمدينة المنورة، وكانت تمثّل قبلة الصلاة الإسلامية طيلة ما يُقارب من سنة، قبل أن تتحول القبلة إلى الكعبة في مكة. وقد أصبحت القدس مدينة ذات أهميّة دينية عند المسلمين بعد أن أسرى الملاك جبريل بالنبي محمد إليها، وفق المعتقد الإسلامي، قرابة سنة 620 حيث عرج من الصخرة المقدسة إلى السماوات العلى حيث قابل جميع الأنبياء والرسل الذين سبقوه وتلقّى من الله تعاليم الصلاة وكيفية أدائها. تنص سورة الإسراء أن محمدًا أُسري به من المسجد الحرام إلى «المسجد الأقصى»: ﴿سُبْحَانَ الَّذِي أَسْرَى بِعَبْدِهِ لَيْلاً مِّنَ الْمَسْجِدِ الْحَرَامِ إِلَى الْمَسْجِدِ الأَقْصَى الَّذِي بَارَكْنَا حَوْلَهُ لِنُرِيَهُ مِنْ آيَاتِنَا إِنَّهُ هُوَ السَّمِيعُ الْبَصِيرُ﴾؛ وقد أجمع المفسرون على أن المقصود بالمسجد الأقصى مدينة القدس ذاتها، وسُميت الأقصى لبعد المسافة بينها وبين المسجد الحرام، إذ لم يكن حين إذن فيها المسجد الأقصى الحالي. يقع اليوم معلمين إسلاميين في الموقع الذي عرج منه النبي محمد (صلى الله عليه وسلم) إلى السماء، وهما قبة الصخرة التي تحوي الصخرة المقدسة، والمسجد الأقصى الذي بُني خلال العهد الأموي. ومما يجعل من القدس مدينة مهمة في الإسلام أيضًا، أن عددًا كبيرًا من الأنبياء والصالحين الذين يتشارك المسلمون وأهل الكتاب عمومًا بالإيمان بهم، مع اختلاف النظرة إليهم، حيث يعتبر المسلمون واليهود أن عدد منهم أنبياء أو رسل بينما ينظر المسيحيون إليهم بصفتهم قديسين، قطنوا المدينة عبر التاريخ أو عبروها، ومنهم داود وسليمان وزكريا ويحيى والمسيح عيسى بن مريم، وكذلك لذكر المدينة في القرآن بأنها وما حولها أراض مباركة شكّلت قبلة للأنبياء ومهبطًا للملائكة والوحي وأن الناس يُحشرون فيها يوم القيامة.

### المسجد الأقصى
يقع مبنى المسجد الأقصى في الجهة الجنوبية من الحرم الشريف الذي تبلغ مساحته 150 دونماً، أمّا مساحة مبنى المسجد الأقصى فتبلغ 4500 متر مربع، شرع في بنائه الخليفة عبد الملك بن مروان الأموي، وأتمّه الوليد بن عبد الملك سنة 705م، ويبلغ طوله 80 متراً، وعرضه 55 متراً، ويقوم الآن على 53 عموداً من الرخام و49 سارية مربعة الشكل وكانت أبوابه زمن الأمويين مصفحة بالذهب والفضة، ولكن أبا جعفر المنصور أمر بخلعها وصرفها دنانير تنفق على المسجد، وفي أوائل القرن الحادي عشر أصلحت بعض أجزائه وصنعت قبته وأبوابه الشمالية.
وعندما احتل الصليبيون بيت المقدس سنة 1599م جعلوا قسماً منه كنيسة، واتخذوا القسم الآخر مسكناً لفرسان الهيكل، ومستودعاً لذخائرهم، ولكن صلاح الدين الأيوبي عندما استرد القدس منهم أمر بإصلاح المسجد وجدد محرابه وكسا قبته بالفسيفساء ووضع منبراً مرصعاً بالعاج مصنوع من خشب الأرز والأبنوس على يمين المحراب، وبقى حتى تاريخ 12/8/1969 وهو التاريخ الذي تم فيه إحراق المسجد الأقصى من قِبَل يهودي يدعى «روهان»، حيث بلغ الجزء المحترق من المسجد 1500 مترٍ بما يعادل ثلث مساحة المسجد الإجمالية.
وأبواب الحرم المفتوحة هي: باب الأسباط، باب حطة، باب شرف الأنبياء، باب الغوانمة، باب الناظرة، باب الحديد، باب القطانين، باب المتوضأ، باب السلسلة، باب المغاربة.
أمّا الأبواب المغلقة فهي: باب السكنية، باب الرحمة، باب التوبة، وباب البراق. والنوافذ عددها 137 نافذة كبيرة من الزجاج الملون. والقباب والمآذن هي: قبة السلسلة، قبة المعراج، قبة محراب النبي، قبة يوسف، قبة الشيخ الخليلي، قبة الخضر، قبة موسى، قبة سليمان، القبة النحوية، مئذنة باب المغاربة، مئذنة باب السلسلة، مئذنة باب الغوانمة، ومئذنة باب الأسباط.

#### أروقة المسجد
- الرواق الممتد من باب حطة إلى باب شرف الأنبياء (باب فيصل).
- الرواق المحاذي لباب شرف الأنبياء.
- الرواقان السفليان اللذان تحت دار النيابة شمال الحرم من الغرب.
- رواقان فوقهما مسجدان.
- الأروقة الغربية (وتمتد من باب الغوانمة إلى بابا المغاربة).
- الرواق الممتد من باب الغوانمة إلى باب الناظر.
- الرواق الممتد من باب الناظر إلى باب القطانين.
- الرواق الممتد من باب السلسلة إلى باب المغاربة.
- الرواق الممتد من باب القطانين إلى باب المغاربة.

كما أنشئت سبل عديدة في جوانب الحرم للوضوء والشرب أكبرها: سبيل قايتباي، سبيل شعلان، سبيل باب الحبس، سبيل البديري، سبيل قاسم باشا.

### الزوايا
1. الزوايا النقشبندية: وسميت بالأزبكية وتقع في حارة الواد بالقرب من زوايا الحرم الشمالية الغربية وعلى بعد بضعة أمتار من باب الغوانمة، بناها مؤسس الطريقة النقشبندية الشيخ محمد بهاء الدين نقشبند البخاري فوق أرضٍ اشتراها لإيواء الغرباء وإطعام الفقراء من مسلمي بخارى وجاوة وتركستان، سنة (1025هـ–1616 م). وقد أضيف إليها فيما بعد بعض الغرف يوم تولاها الشيخ حسن بن الشيخ محمد الصالح الأزبكي (1144هـ– 1731م).
2. زاوية الهنود: أسسها بابا فريد شكر كنج من مسلمي الهند، وقد جاء إلى بيت المقدس قبل أربعة قرون بقصد العبادة، وهي واقعة في شمال المدينة بداخل السور عند باب الساهرة وفيها مسجد ولها وقف باب حطة.
3. الزاوية الأدهمية: وتقع هذه الزاوية إلى الشمال خارج السور على بعد مائتي متر منه بين باب العمود وباب الساهرة.
4. زاوية الشيخ جراح: وتقع في حي الشيخ جراح وبها مسجد أوقفها الأمير حسام الدين الحسين بن شرف الدين عيسى الجراحي أحد أمراء الملك صلاح الدين، توفي في صفر سنة ثمان وتسعين وخمسمئة ودفن بزاويته المذكورة.
5. الزاوية الرفاعية: وتسمى أيضا بزاوية (أبي السعود) سميت بذلك لأن أكثر المنتمين إليها من العائلة المعروفة بآل أبي السعود وتقع بداخل الحرم القدسي إلى الشمال تحت مئذنة باب الغوانمة.
6. الزاوية اللؤلؤية: أوقفها«بدر الدين لؤلؤ غازي» وتقع بباب العمود داخل السور.
7. الزاوية البسطامية: أقيمت قبل سنة (770هـ-1368م) أوقفها الشيخ عبد الله البسطامي وتقع في حارة المشارقة.
8. الزاوية القادرية: وسميت بزاوية (الأفغان) أيضاً لكثرة المنتمين إليها منهم وتقع في حارة الواد على بعد بضعة أمتار من الزاوية النقشبندية إلى الجنوب الغربي.
9. الزاوية المولوية: تقع في حارة السعدية ويقيم فيها المؤيدون لهذه الطريقة حيث دخلت هذه الطريقة بيت المقدس في أوائل الحكم العثماني (925هـ– 1519م).
10. زاوية الخانكي: تقع هذه الزاوية في حارة النصارى، سميت (بالخانقاه الصلاحية)، أسسها صلاح الدين سنة (585هـ-1189م) حيث كانت قبل ذلك التاريخ منزلاً لبطاركة الروم الأرثوذكس وداراً للقس وقد أخذها منهم الصليبيون ولما استرد صلاح الدين القدس منهم أرجعها إلى أصحابها الأوّلين وهم (الروم)، كما أرجع إليهم ممتلكاتهم الأخرى التي كان الصليبيون قد أخذوها منهم ومنها دار البطركية وفي غضون ذلك وافق الروم أن يقتطع صلاح الدين من منزل القسس والبطاركة جانباً فنزل فيه مدة إقامته في القدس ثم جعله جامعاً ورباطاً للعلماء الصوفيين وصارت في الإسلام داراً للمجاهدين.
11. الزاوية الجيدية: وتقع في مقام النبي داود، إلى الشمال من الضريح نفسه.

### الأبواب المغلقة
باب الرحمة: وسمى هذا الباب لدى الأجانب بالباب «الذهبي» لبهائه ورونقه ويقع على بعد 200 م جنوبي باب الأسباط في الحائط الشرفي للسور ويعود هذا الباب إلى العصر الأموي. وهو باب مزدوج تعلوه قوسان ويؤدي إلى باحة مسقوفة بعقود ترتكز على أقواس قائمة فوق أعمدة كورنثية ضخمة. وقد اغلق العثمانيون هذا الباب بسبب خرافة سرت بين الناس آنذاك، مألها أن الفرنجة سيعودون ويحتلون مدينة القدس عن طريق هذا الباب، وهو من أجمل أبواب المدينة ويؤدي مباشرة إلى داخل الحرم.
والأبواب الثلاثة المغلقة الأخرى تقع في الحائط الجنوبي من السور قرب الزاوية الجنوبية الشرقية وتؤدي جمعيها إلى داخل الحرم مباشرة وأولها ابتداء من زاوية السور الباب الواحد وتعلوه قوس، والباب المثلث وهو مؤلف من ثلاثة أبواب تعلو كلاً منها قوس، والباب المزدوج وهو من بابين يعلو كل منهما سور، أنشئت هذه الأبواب الثلاثة في العهد الأموي عندما بنى الخليفة عبد الملك بن مروان قبة الصخرة.

### مسجد قبة الصخرة
بدأ العمل ببناء مسجد الصخرة في عام 66هـ الموافق 685م بأمر من الخليفة الأموي عبد الملك بن مروان، حيث تم رصد ريع خراج مصر على مدار سبع سنوات لتغطية تكاليف نفقات البناء وتمويل المشروع. وبعد الانتهاء من العمل بقى من المبالغ المخصصة مئة ألف دينار أمر الخليفة بصهر النقود وتفريغها على القبة والأبواب فجاءت القبة آية في الإبداع باحتوائها على النحاس المطلي بالذهب.

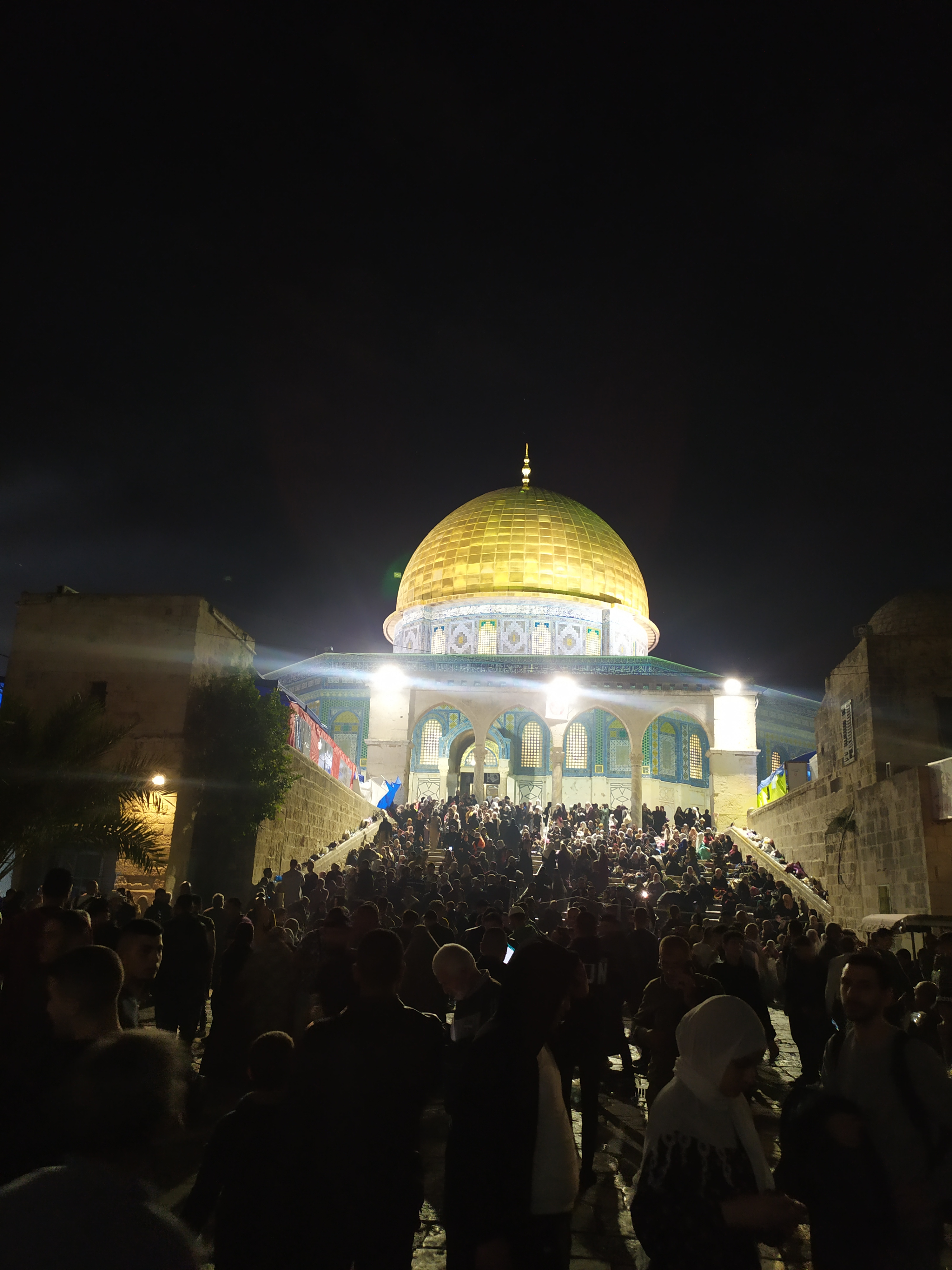
قبة الصخرة المشرفة في مدينة القدس ليلاً

كما خلع على القبة أيضاً كساء آخر ليقيها تقلبات الطقس وبرودة الشتاء إلا أن هذا الكساء أزيل في فترة ما من أواخر حكم العثمانيين. ويعتبر مسجد الصخرة تحفة هندسية معمارية لما تحويه جدرانه وأعمدته وأروقته وسقوفه وقبته من نقوش فسيفسائية ومنحوتات فنية دفعت بالكثير من الباحثين الأجانب إلى اعتباره أجمل بناء في العالم بأسره وقد سمي المسجد بمسجد الصخرة المشرفة نسبة إلى الصخرة الجرداء التي تتوسط المسجد والتي يعتقد أنها تبعت الرسول إلى السماء في رحلة المعراج ولكنه أوقفها.

### مسجد عمر بن الخطاب
عندما دخل الخليفة عمر بن الخطاب القدس فاتحا لها في عام (15هـ/636م) وبينما كان لا يزال داخل كنيسة القيامة أذن المؤذن للصلاة فدعا البطريرك «صفرونيوس» الخليفة للصلاة داخل الكنيسة لكنه رفض العرض خوفاً من اقتداء المسلمين له فيما بعد وتحويلهم الكنيسة إلى مسجد، مما يترتب عليه إيذاء مشاعر المسيحيين والنيل من حرية عبادتهم في المكان فتحول الخليفة عمر إلى مكان قريب خارج الكنيسة، حيث أدى فريضة الصلاة ليبني المسلمون بعدها مسجداً في تلك البقعة سمى «بمسجد عمر».

### مقام النبي داوود
مقام النبي داود من الأماكن الإسلامية التي يجوبها المسلمون في المدينة المقدسة، ويتألف المقام من ضريح النبي داود والمسجدين الملاصقين له. ويقع المقام على ربوة مرتفع جبل صهيون، وتحيط به مباني كثيرة يقيم فيها أفراد (عائلة الدجاني) المقدسية قبل عام 1948م.
والمقام فضلاً عن قدسيته وحرمته المشهورتين يعد من الأمكنة الأثرية العامة في فلسطين لا سيما المسجد العلوي منه وما يشتمل عليه من أقواس وأعمدة ضخمة.
والمقام الأعلى عبارة عن بناية حجرية قائمة في وسط الحي وهي مؤلفة من طابقين علوي وسفلي وفي الطابق السفلي مسجدان كبير وصغير وعلى جدرانها آيات من القرآن الكريم، وفي العلوي ردهة واسعة تقع فوق المسجد الكبير وهي ذات عقود مصلبة. وجدد تعمير هذا المكان الشريف السلطان محمود خان سنة (1233هـ-1817م).

### حائط البراق
يعتبره المسلمون من الأماكن الإسلامية المقدسة وجزءاً من أجزاء الحرم الشريف، وهو الحائط الذي يحيط بالحرم من الناحية الغربية، ويبلغ طوله 47.5 م وارتفاعه 17م وهو مبنى من حجارة قديمة ضخمة يبلغ طول بعضها 4,8م، يسميه المسلمون البراق لاعتقادهم أنّه المكان الذي ربط عنده النبي «محمد» براقه (الناقة) ليلة الإسراء.
وهو وقف إسلامي من أوقاف (أبى مدين الغوث) أنشئ هو والأملاك المجاورة له في زمن السلطان صلاح الدين لمنفعة جماعة من المغاربة المسلمين.

### الجوامع والمساجد الأثرية فيالقدس
لقد ازداد الاهتمام ببناء المساجد في القدس وفلسطين عقب الفتح الإسلامي مباشرة في عهد عمر بن الخطاب، فكلما فتحت مدينة أقيم فيها مسجد ولعل مسجد عمر في الحرم القدسي الشريف من أوائل هذه المساجد. وقد كانت المساجد الأولى بسيطة كل البساطة فكانت غالباً ما تتألف من ساحة يحيط بها سور من اللبِن على أساس من الحجر كانت توضع جذوع النخل كأعمدة ويوضع عليها سقف من سعف النخيل أو الطين. وقد بنى قادة المسلمين الأولين المساجد في وسط المدن، وقرب المسجد كانت تبنى دار الإمارة على غرار بيت الرسول في مسجد المدينة.
وقد تطور بناء المساجد مع الوقت، ففي زمن الخليفة عثمان بن عفان استعملت الحجارة والجص في بناء جدران المسجد وأعمدته وتطور ذلك في عهد الأمويين، وبدأت تأخذ طابعها الجمالي والحضاري ومقدمتهما «المسجد الأقصى ومسجد قبة الصخرة».
وترجع أغلبية المساجد الأثرية الباقية إلى عصور الأيوبيين والمماليك. حيث أدّت المساجد خدمات جليلة في حفظ اللغة العربية والثقافة الإسلامية في فلسطين، وكانت مركزاً للحياة السياسية والاجتماعية، ولا سيما في العصور الإسلامية الأولى فقد كان المسجد عبارة عن المدرسة الدينية وفيه كان يحكم الأمير ويحفظ بيت المال واستقبال رؤساء القبائل، وكانت المساجد مركزاً للاحتفالات الدينية والقومية.
| الرقم | اسم الجامع               | الموقع                                                    | ملاحظات                                             |
| ----- | ------------------------ | --------------------------------------------------------- | --------------------------------------------------- |
| 1     | جامع بابا حطة            | داخل الحرم بالقرب من باب حطة                              | تقام فيه الصلوات                                    |
| 2     | جامع بابا حطة            | داخل الحرم بالقرب من باب حطة                              | تقام فيه الصلوات                                    |
| 3     | جامع كرسي سليمان         | داخل الحرم في الجهة الشرقية                               | تقام فيه الصلوات                                    |
| 4     | جامع المغاربة            | داخل الحرم بالقرب من باب المغاربة                         | فيه الآن متحف ودار الكتب الإسلامية                  |
| 5     | جامع باب الغوانمة        | داخل الحرم بالقرب من باب الغوانمة                         |                                                     |
| 6     | جامع دار الإمام          | داخل الحرم عند باب المجاهدين                              |                                                     |
| 7     | جامع خان الزيت           | خارج الحرم، داخل السور في سوق خان الزيت                   | تقام فيه الصلوات.                                   |
| 8     | جامع حارة اليهود الكبير  | خارج الحرم، في الجهة القبلية لحارة اليهود                 | هدم عام 1967م                                       |
| 9     | جامع حارة اليهود الصغير  | خارج الحرم في الجهة الشمالية لحارة اليهود                 | هدم عام 1967 م                                      |
| 10    | جامع سويقة علون          | خارج السور في سويقة علون                                  |                                                     |
| 11    | جامع القلعة              | داخل القلعة بباب الخليل                                   | حول إلى متحف عام 1988م                              |
| 12    | جامع الخانقاة            | خارج الحرم، داخل السور إلى الشمال الشرقي منكنيسة القيامة  | تقام فيه الصلوات                                    |
| 13    | جامع قمبز                | خارج الحرم، داخل السور بالقرب من الباب الجديد             |                                                     |
| 14    | الجامع العمري (مسجد عمر) | خارج الحرم، داخل السور بالقرب من كنيسة القيامة له مئذنة و | تقام فيه الصلوات                                    |
| 15    | الجامع اليعقوبي          | خارج الحرم، داخل السور تجاه القلعة بباب الخليل            |                                                     |
| 16    | جامع بني حسن             | خارج الحرم، داخل السور تجاه القلعة بباب الخليل            |                                                     |
| 17    | جامع حارة الأرمن         |                                                           |                                                     |
| 18    | جامع طريق النبي داود     | خارج الحرم، داخل السور على طريق النبي داود                |                                                     |
| 19    | جامع حارة الخوالدية      | خارج الحرم، داخل السور أمام دير الفرنج                    | جددت عمارته أيام الملك المنصور قلاوون (686هـ/1287)م |
| 20    | جامع الشيخ لولو          | خارج الحرم، داخل السور، بباب العمود                       |                                                     |
| 21    | الجامع الصغير            | خارج الحرم، داخل السور بباب العمود                        |                                                     |
| 22    | جامع البراق الشريف       | خارج الحرم داخل السور في حي المغاربة بجوار البراق.        | هدم عام 1967م                                       |
| 23    | جامع خان السلطان         | خارج الحرم داخل السور في خان السلطان بسوق باب السلسلة     |                                                     |
| 24    | جامع القرمي              | خارج الحرم داخل السور في حارة القرمي                      |                                                     |
| 25    | جامع حارة النصارى        | خارج الحرم، داخل السور على طريق خان الزيت                 |                                                     |
| 26    | جامع البازار             | خارج الحرم، داخل السور في سوق البازار                     |                                                     |
| 27    | جامع الزاوية النقشندية   | خارج الحرم، داخل السور في الزاوية على طريق باب حطة.       |                                                     |
| 28    | مسجد سعد وسعيد           | خارج السور، في حي سعد وسعيد                               |                                                     |
| 29    | جامع الشيخ جراح          | خارج السور في حي الشيخ جراح                               |                                                     |
| 30    | جامع حجازي               | خارج السور قرب باب الساهرة                                |                                                     |
| 31    | جامع وادي الجوز          | خارج السور في حي وادي الجوز                               |                                                     |
| 32    | جامع النبي داود          | خارج السور في حي النبي داوود                              |                                                     |
| 33    | جامع عكاشة               | خارج السور في حي زخرون موشه اليهودي                       | استولى عليه اليهود عام 1948م                        |
| 34    | جامع المطحنة             | خارج السور بين النبي داود وحارة الشرف                     | هدم عام 1967م                                       |

بالإضافة إلى عشرات الجوامع الحديثة المنتشرة في كافة القرى والأحياء المحيطة بالمدينة المقدسة.

### الأضرحة والمقامات والترب الإسلامية فيالقدس
اشتهرت مدينة القدس بكثرة الفاتحين وكذلك الزائرين من علماء وباحثين ورجال دين ومهتمين، يرجّح ذلك لمكانتها الدينية والدنيوية المميزة والمتفردة، الأمر الذي دفع كثير من هؤلاء الزوار والرحالة والمشاهير والعظماء الذين زاروها أو أقاموا فيها أن يوصوا بأنْ يدفنوا فيها.
ففيها عاش العرب الأقدمون وتحت ترابها دفنوا دفاعاً عنها وتمسّكاً بها، حيث لا تزال شواهدهم باقية ما بقيَ الزمن لتؤكد عروبة هذه المدينة عبر التاريخ. ومن الأضرحة والمقامات والترب الإسلامية الهامة:
1. مقبرة ماملا: وتسمى أيضاً «مأمن الله» وهي من أكبر المقابر الإسلامية في بيت المقدس، تقع غربي المدنية على بعد كيلومترين من باب الخليل، وهي المكان الذي مسح فيه سيدنا سليمان ملكاً 1015 ق.م. وفيه عسكر سنحاريب «ملك الآشوريين» عندما هبط القدس 710 ق.م. وفيها ألقى الفرس بجثث القتلى من سكان المدينة عندما احتلوها سنة 614م، وفيها دفن عدد كبير من الصحابة والمجاهدين أثناء الفتح الإسلامي 636م. كذلك عسكر فيها صلاح الدين يوم جاء ليسترد القدس من الصليبيين 1187م.
2. مقبرة الساهرة: تقع عند سور المدينة من الشمال وعلى بعد بضعة أمتار من الباب المعروف بالساهرة وهي من المقابر الإسلامية الكبيرة قديمة العهد ومن أسمائها (مقبرة المجاهدين) وذلك لأنّ المجاهدين الذين اشتركوا في فتح القدس مع صلاح الدين وقضوا نحبهم أثناء الفتح دفنوا فيها.
3. مقبرة باب الرحمة: تقع عند سور الحرم من الشرق وهي من المقابر الإسلامية المشهورة، فيها قبور عدد من الصحابة والمجاهدين الذين اشتركوا في فتح القدس أثناء الفتحين العمري والصلاحي.
4. المقبرة اليوسفية: وتقع عند باب الأسباط وإلى الشمال من مقبرة باب الرحمة والذي عمّرها هو الأمير «قانصوه اليحيا روي» سنة (872هـ-1467م).
5. مقبرة النبي داوود: وتقع في حي النبي داود على جبل صهيون.
6. مقبرة الإخشيديين: وتقع في مقبرة باب الأسباط وبها قبر «محمد بن طغيح الإخشيد» مؤسس الدولة الإخشيدية في مصر وقبر انوحور بن محمد الإخشيد وقبر على الإخشيد شقيق انوحور.

#### ومن أهمّ الترب والأضرحة
- ضريح الأمير محمد على الهندي: أحد أمراء الهند المعروفين، وكان أحد المناصرين لقضية فلسطين، توفي في بريطانيا في العام 1930م، وقد نقل جثمانه إلى رحاب المسجد الأقصى المبارك ودفن هناك إلى جوار المدرسة الخاتونية.
- ضريح أحمد حلمي عبد الباقي: أحد زعماء فلسطين المشهورين توفي في العام 1963م.
- ضريح عبد القادر الحسيني: استشهد في معركة القسطل سنة 1948م ودفن إلى جوار والده.
- ضريح عبد الحميد شومان: أحد أشهر رجالات فلسطين وهو صاحب ومؤسس البنك العربي توفي عام 1974م.
- تربة الأمير سيف الدين منكلي بغا: تقع في داخل المدرسة البلدية إلى الغرب من المدرسة الأشرفية السلطانية، أوقفها الأمير سيف الدين منكلي بغا، حيث توفي في عام 782هـ.
- تربة تركان خاتون: تقع هذه التربة في طريق باب السلسلة حيث عمرتها «تركان خاتون» بنت الأمير «تسقطاي ابن سلجوطاي» سنة ثلاثة وخمسين وسبعمئة؛ ودفنت بها.
- التربة الجالقية: تقع شمالي السلسلة المتفرع منه طريق الواد، وقد أنشأ هذه التربة «ركن الدين بيبرس الجالق الصالحي» كبير أمراء دمشق الذي توفي عام 707هـ، ودفن فيها.
- التربة الطازية: وهي تربة الأمير «سيف الدين طاز» أحد كبار رجال دولة المماليك زمن الملك المظفر «حاجي» ويقع الضريح في الطابق الأول من التربة الواقعة في باب السلسلة.
- تربة الست طنشق المظفرية (خاصكي سلطان): عمرتها الست طنشق في العام 794هـ، وتوفيت في القدس ودفنت فيها سنة 800هـ وتقع عقبة الست مقابل الدار الكبرى.
- ضريح المجاهد سعد الدين الرصافي داخل تكية (خاصكي سلطان).
- تربة الأمير قنقباي الأحمدي: تقع هذه التربة في المدرسة البلدية وهي لأحد الأمراء المماليك «قنقباي الجابي الأحمديّ».
- التربة السعدية: تقع هذه التربة في باب السلسلة على الجانب الشمالي من الشارع وقد وقف هذه التربة الأمير سعد الدين مسعود ابن الأمير الأسفهلار، في العام 711 هـ وتعرف هذه الدار اليوم بدار الخالدي.
- تربة بركة خان: تقع هذه التربة في الساحة المفتوحة من مبنى المكتبة الخالدية الواقعة على طريق باب السلسلة وهي عبارة عن ثلاث قبور متجاورة لبركة خان وولديه بدر الدين وحسام الدين.
- تربة الشيخ القرمي: توجد في زاوية القرمي وهي لشمس الدين محمد بن عثمان التركماني المتوفى سنة 788هـ والمدفون في هذه التربة.
- ضريح الشيخ ريحان: والشيخ ريحان هو الصحابي أبو ريحانة، كان مولى رسول الله ويقع هذا الضريح في حارة السعدية في عقبة الشيخ ريحان داخل مسجد الشيخ ريحان.
- التربة الأوحدية: وتقع بباب حطة على يمين الداخل إلى الحرم الشريف. شيد هذه التربة الملك «الأوحد نجم الدين يوسف بن الملك الناصر صلاح الدين داود بن الملك عيسى بن العادل»، شقيق صلاح الدين الأيوبي.
- ضريح حسين بن على: توفي في عمّان سنة 1931م. يقع الضريح إلى يسار باب المطهرة أسفل بناء المدرسة العثمانية والشرفية السلطانية.
- ضريح فاطمة بنت معاوية: ويقع هذا الضريح في مقر الزاوية الوفائية، كانت في القرن الثامن عشر منزل الرحالة الشهير «مصطفى البكري الصديقي».
- تربة الأمير «علاء الدين بن ناصر الدين محمد»: نائب القلعة الصبيبية، وتقع هذه التربة داخل المدرسة الصبيبية شمالي الحرم.
- ضريح الشيخ جراح: يقع شمالي القدس في حي الشيخ جراح، بالقرب من جامع الشيخ جراح الذي شيد في العام 1313هـ. ويعود الضريح إلى الأمير «حسام الدين الجراحي» أحد أمراء صلاح الدين الأيوبي وطبيبه، وتوفي عام 598هـ ودفن في زاوية الشيخ جراح.
- ضريح محمد بن عمر العلمي: يقع في مكان أسفل الزاوية الأسعدية في جبل الزيتون وقد شيد هذه الزاوية «أسعد أفندي التبريزي» مفتي الدولة العثمانية.
- قبر الصحابيين شداد بن أوس وعبادة بن الصامت: يقع هذان القبران في مقبرة الرحمة الواقعة إلى الشرق من سور الحرم القدسي الشرقي بالقرب من باب الرحمة، حيث شهد هذان الصحابيان فتح بيت المقدس في العام 15هـ.

## في المسيحية

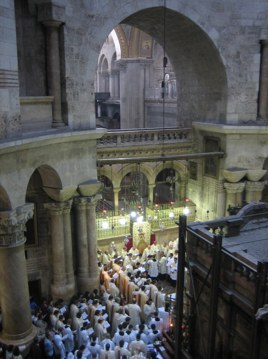
قدّاس احتفالي في كنيسة القيامة.

يجلّ المسيحيون القدس لأسباب مختلفة، منها تاريخها الذي ورد ذكره في العهد القديم، إضافة إلى لعبها دورًا محوريًا في حياة يسوع المسيح. ينص العهد الجديد أن يسوع أُحضر إلى المدينة بعد ولادته بفترة قصيرة، وتذكر التقاليد المسيحية أنه قام لاحقًا بتطهير معبد حيرود من الأصنام الرومانية التي وضعها الملك حيرود داخله، وأنه قلب موائد الصيارفة وكراسي باعة الحمام ولم يدع أحدًا يجتاز الهيكل بمتاع.
يؤمن البعض أن العليّة حيث تناول المسيح وتلاميذه العشاء الأخير، تقع على جبل صهيون في ذات المبنى حيث يقع ضريح الملك داود. ومن المواقع المسيحية المقدسة في المدينة أيضًا، التلّة المعروفة باسم «جلجثة»، وهي موقع صلب يسوع بحسب الإيمان المسيحي. يصف إنجيل يوحنا هذه التلّة بأنها تقع خارج القدس، إلا أن بعض الحفريات أظهرت مؤخرًا أنها تقع على بُعد مسافة قليلة من البلدة القديمة داخل حدود المدينة الحاليّة. أمّا أقدس الأماكن المسيحية في القدس فهي كنيسة القيامة، التي يحج إليها المسيحيون من مختلف أنحاء العالم منذ حوالي ألفيّ سنة، ويقول بعض الخبراء والمؤرخين أنها أكثر المواقع احتمالاً بأن تكون قد شُيدت على الجلجثة.

### الأماكن المسيحية
أهم المقدسات المسيحية في مدينة القدس هي:

#### كنيسة القيامة
تحتوي كنيسة القيامة على قبر السيد المسيح حسب المعتقد المسيحيّ. كما تحتوي على قبور يوسف الراعي وأسرته بالإضافة إلى قبور أخرى تضم رفات بعض قادة الصليبيين. وأول من بنى الكنيسة كانت الملكة «هيلانة» عام 335م بعد اكتشاف الصليب الذي صُلِب فيه السيد المسيح في الموقع نفسه.
وفي عام 614م احترقت الكنيسة على يد الفرس ليعيد بناءها الراهب «مود ستوس» بعد عامين من الحريق لكنها تعرّضت لحريقٍ آخر في عهد «الإخشيدي» سلطان مصر عام 965م. وتم إعادة إعمارها عام 980م، ثم هدمت بكاملها وبنيت مرة أخرى حتى جاء الصليبيون فأجروا عليها الترميمات اللازمة، ووحّدوا أبنيتها ومعابدها وجمعوها في بناية واحدة.
ومن ناحيته لم يتعرض لها القائد صلاح الدين الأيوبي عندما حرر القدس ودحر الصليبيين، بل حافظ عليها واحترم مكانتها الدينية.
وفي عام 1808م أتى عليها حريقٌ كبير دمّر جوانب فنية عديدة، حيث رممت فيما بعد وفي عام 1834م ضربها زلزال كبير فيما تعهدت فرنسا وروسيا آنذاك بتمويل نفقات تعميرها على أنْ يتم ذلك تحت إشراف السلطات العثمانية وتبع ذلك زلزال آخر عام 1927م أثّر على أساساتها مما حدا بسلطات الانتداب البريطاني بوضع دعامات حديدية وخشبية لحمايتها من الكوارث الطبيعية.

#### كنائس أخرى
1. درب الآلام: هو طريقٌ يُعتَقد أنّ «السيد المسيح» –عليه السلام- قد سلكه حاملاً صليبه عندما ساقه جنود الرومان إلى موقع صلبه. ويتكون درب الآلام من 14 مرحلة تبدأ من مدرسة راهبات صهيون حيث الموقع الذي أصدر منه الحاكم الروماني «ثيوش» حكمه بصلب السيد المسيح وتتجه غرباً إلى منطقة الواد وعقبه المفتى، ثم عبر الطريق الذي تصل الواد بباب خان الزيت معقبة الخانقاه لتصل إلى القبر المقدس في كنيسة القيامة. وعلى درب الآلام وقع المسيح مغشياً عليه عدة مرات بفعل التعذيب الذي لاقاه وثقل الصليب الذي كان يحمله وتاج الشوك الذي كان يعلو رأسه، حسب لمعتقد المسيحيّ.
2. كنيسة سيدتنا مريم: تقع الكنيسة في وادي قدرون في مكانٍ متوسط بين سلوان وجبل الزيتون وباب الأسباط وتحتوي الكنيسة على قبور «مريم البتول» ووالديها. وكذلك قبر يوسف النجار. وقد بنيت بين عامي 450- 457م.
3. كنيسة القديسة حنة (الصلاحية): وتقع الكنيسة شمالي الحرم القدسي قرب باب الأسباط، حيث أتى السيد المسيح في هذا الموقع بإحدى معجزاته. وقد احترقت الكنيسة إبان الغزو الفارسي عام 614م فأعاد الصليبيون بناءها وتم تحويلها في عهد صلاح الدين الأيوبي إلى مدرسة للفقهاء الشافعيين. ثم استلمها الفرنسيون من السلطان «عبد الحميد العثماني» عام 1855م فأنشأوا بها مدرسة.
4. كنيسة الجثمانية: تقع هذه الكنيسة في المنطقة بين سلوان وجبل الطور وباب الأسباط كنيسة «سيدتنا مريم» وكان قد بناها اللاتين عام 1924م، حيث يعتقد أنّ الموقع شهد عملية القبض على السيد المسيح عندما وشى به «يهوذا الأسخريوطي».
5. كنيسة العلية (دير صهيون): يقع هذا الدير على قمة جبل صهيون بالقرب من باب الخليل. ويعتقد بعض المسيحيين أنّ «السيد المسيح» تناول وأتباعه في الدير عشاؤهم الأخير.
6. كنيسة الصعود: بُنِيَت على جبل الزيتون في المكان الذي يعتقد أنّ «السيد المسيح» صعد منه إلى السماء.
7. قبر البستان: يقع قبر البستان شمالي باب العامود وقد حفر القبر في الصخرة على هيئة جمجمة أصبحت مزاراً مسيحياً وسياحياً، حيث تعتقد طائفة من البروتستانت أنّ السيد المسيح صلب في حديقة تقع على مقربة من تلة كان اليهود يرجمون فيها المحكومين ويصلبونهم ويلقون بجثثهم منها إلى وادٍ قريب، ويعتقدون أنه هو هذا المكان.

### الأماكن المسيحيّة الأخرى
| الأديرة                | الموقع                                               | ملاحظات                            |
| ---------------------- | ---------------------------------------------------- | ---------------------------------- |
| دير أبونا إبراهيم      | داخل السور                                           | ساحة القيامة من الجهة الجنوبية     |
| دير مار يوحنا المعمدان | داخل السور                                           | كنيسة بيزنطية                      |
| دير العذراء            | داخل السور                                           | جنوب كنيسة القيامة                 |
| دير قسطنطين            | داخل السور                                           | جنوب بطريكية الروم في حارة النصارى |
| دير الثبات             | مجاور لخان الأقباط من الجهة الشمالية                 |                                    |
| حبس المسيح             | في طريق الآلام                                       | داخل السور                         |
| دير ماركرا لامبوش      | يقع شرق الصلاحية                                     | داخل السور                         |
| دير السيدة             | على مقربة من الخانقاه الإسلامية                      | داخل السور                         |
| دير العدس              | في حارة السعدية قرب حبس المسيح                       | داخل السور                         |
| دير مار جرجس           | بجوار دير اللاتين                                    | داخل السور                         |
| دير الأرمن             | داخل السور                                           |                                    |
| دير مارفحائيل          | شمال بطريك الروم                                     | داخل السور                         |
| دير مار ديمتري         | يقع في حارة النصارى                                  | داخل السور                         |
| دير مار نقولا          | داخل السور                                           |                                    |
| دير مارتا              | بجانب الكازانوفا                                     | داخل السور                         |
| دير اليعازر            | خارج السور                                           | في العيزرية                        |
| دير أبي ثور            | خارج السور                                           | محلة الثورى                        |
| دير القديس انوفريوس    | خارج السور في وادي الربابة بين جبل صهيون وجبلأبي ثور |                                    |
| دير القطمون            | خارج السور في القطمون                                |                                    |
| دير الجليل             | خارج السور فوق جبل الطور                             |                                    |
| دير مار الياس          | خارج السور على طريق القدس بيت لحم\|-                 |                                    |
| دير المصلبة            | خارج السور                                           | المصلبة                            |
| دير مار سابا           | خارج السور                                           | بين بيت لحم وومار سابا             |
| دير مار سابا           | خارج السور                                           | قرب قرية سلوان                     |
| دير المخلص             | خارج السور                                           | دير اللاتين                        |
| المسكوبية              | خارج السور                                           | قرب باب الخليل                     |
| كنيسة نياحة العذراء    | خارج السور                                           | جبل صهيون                          |
| كاتدرائية القديس جورج  | خارج السور                                           |                                    |

## في اليهودية
أصبحت المدينة مقدسة عند اليهود بعد أن فتحها النبي والملك داود وجعلها عاصمة مملكة إسرائيل الموحدة في القرن العاشر قبل الميلاد. وكانت القدس تحوي الهيكل الذي بناه سليمان بن داود، الذي يسميه اليهود «هيكل سليمان»، بالإضافة إلى هيكل أو معبد حيرود الذي شُيّد في وقت لاحق بعد أن هُدم الهيكل الأوّل. ورد ذكر هذا الهيكل 632 مرّة في الكتاب المقدس، وما زال اليهود اليوم يتعبدون عند حائط البراق أو حائط المبكى، الذي يؤمنون بأنه كل ما تبقى من المعبد القديم، ويُشكل هذا الحائط ثاني أقدس الأماكن في اليهودية بعد «قدس الأقداس».
تُبنى جميع الكنس في العالم ومحرابها يواجه القدس، أما محاريب كنس القدس فتواجه «قدس الأقداس». تنص التوراة الشفهية والشريعة اليهودية أن الصلاة يجب أن تتلى في اتجاه القدس وهيكل حيرود، والكثير من الأسر اليهودية تضع لويحة «مزراح» على إحدى جدران منزلها لتحديد قبلة الصلاة. ذُكرت القدس في التناخ 669 مرّة، وذُكر اسم «صهيون» التي يقصد بها اليهود المدينة تارة وفلسطين ككل تارة أخرى، 154 مرّة.

### الأماكن اليهودية
ويوجد أمام الحائط رصيف يقف عليه اليهود عندما يزورون الحائط بقصد البكاء، ويبلغ عرضه 3,35م ومساحته 11,28م2 مربعاً.
وقامت في الماضي خلافات شديدة بين المسلمين واليهود حول البراق، حيث قام المسلمون بمنع اليهود من جلب المقاعد والكراسي والستائر أو أيه أداة من الأدوات، ولم يسمحوا لهم بالوصول إلى المكان.
وفي زمن الانتداب ادّعى اليهود قدسيّة الحائط بالنسبة لهم فقامت خلافات شديدة بينهم وبين المسلمين، وقد أدى ذلك إلى قيام ثورة عارمة في فلسطين عرفت بثورة البراق وانتهت بالإقرار بأنه ليس لليهود سوى الدنو من المكان.
وقد حرص اليهود، منذ احتلالهم الكامل لمدينة القدس عام 1967م وحتّى اليوم، على إثبات وجود صلةٍ تاريخيّة لهم بالمدينة المقدّسة عبر الحفر تحت أساسات المسجد الأقصى بزعم أنّ الهيكل المقدّس يوجد تحته.
وقد شكك عالم الآثار الإسرائيلي «إسرائيل فلنكشتاين»؛ من جامعة تل أبيب؛ والذي يُعرف «بأبي الآثار» بوجود أي صلة لليهود بالقدس، جاء ذلك خلال تقرير نشرته مجلة «جيروساليم ريبورت» العبريّة توضح فيه وجهة نظر فلنكشتاين، الذي أكّد لها أنّ علماء الآثار اليهود لم يعثروا على شواهد تاريخية أو أثرية تدعم بعض القصص الواردة في التوراة بما في ذلك قصص الخروج والتيه في سيناء وانتصار يوشع بن نون على كنعان.
وقال فلنكشتاين: «لقد تطور الإسرائيليون القدماء من الحضارة الكنعانية في العصر البرونزي المتأخر في المنطقة، ولم يكن هناك أي غزو عسكري قاس».
كما فجّر عالم الآثار «الإسرائيلي» «مائير بن دوف» قنبلةً دوّت صدىً في المنطقة حيث كشف النقاب عن أنّه لا يوجد آثار لما يسمى بجبل الهيكل تحت المسجد الأقصى، مناصراً بذلك الأصوات السابقة التي كشفت عن ذلك ولاسيما علماء الآثار الإسرائيليين بقسم التاريخ بالجامعة العبرية.
وفي لقاءٍ مع صحيفة القدس تحدّث مائير بن دوف (أبرز علماء الآثار في دولة الاحتلال) قائلاً: «في أيام النبي سليمان عليه السلام كان في هذه المنطقة هيكل الملك الروماني هيرودس وقد قام الرومان بهدمه، أما في العهد الإسلامي فلم يكن هناك أثر للهيكل، وفي العهد الأموي بني المسجد الأقصى المبارك ومسجد قبة الصخرة المشرفة وهو المكان الذي عرج منه النبي محمد صلى الله عليه وسلم إلى السماء».
وأشار عالم الآثار «الإسرائيلي» إلى أنّ منطقة الحرم القدسى الشريف كانت على مستوى مختلف مما هي عليه اليوم، فقبل ألفيْ سنة لم تكنْ تلك المنطقة بمستوى التضاريس نفسه، فمثلاً هيكل الملك هيرودوس الروماني كان بمستوى أعلى من مستوى الصخرة المشرفة هذا اليوم.
وتابع يقول: «ومن خلال أبحاثنا ودراستنا التي أجريناها نستطيع معرفة المعادلة الحسابية وكيف كانت تلك المنطقة وأكّد أنّ هيكل هيرودوس لم تكنْ له أي علاقة بالصخرة المشرفة حيث كان هذا الهيكل مرتفعاً بخمسة أمتار».
واستطرد يقول: «جاء المسلمون إلى هذه الديار وبنوا على تلك الصخرة التي وجدت في تلك المنطقة التي ليس لها أي علاقة مع الهيكل، كما أنّ الصليبيين هم الذين أطلقوا على الصخرة المشرفة اسم صخرة الهيكل».